# Bahaczewe
Bahaczewe (ukr.  Багачеве) – miasto na Ukrainie w obwodzie czerkaskim.
Stacja kolejowa kolej Odeska.

## Historia
Miejscowość założona w 1946 - 1947.
Miasto od 1952.
W 1969 liczyło 14,1 tys. mieszkańców
W 1989 liczyło 20 362 mieszkańców.
W 2013 liczyło 17 653 mieszkańców.